# Symphony of Enchanted Lands II: The Dark Secret
Albums de Rhapsody of Fire
Power of the Dragonflame
(2002) Triumph or Agony
(2006)
Symphony of Enchanted Lands II : The Dark Secret est le sixième album du groupe de power metal italien Rhapsody, sorti en 2004.

## Titres
1. The Dark Secret (Ira Divina) (4:13)
2. Unholy Warcry (5:53)
3. Never Forgotten Heroes (5:32)
4. Elgard’s Green Valleys (2:20)
5. The Magic Of The Wizard’s Dream (4:30)
6. Erian’s Mystical Rhymes (The White Dragon's Order) (10:32)
7. The Last Angel’s Call (4:37)
8. Dragonland’s River (3:45)
9. Sacred Power Of Raging Winds (10:06)
10. Guardiani del Destino (5:51)
11. Shadows Of Death (8:13)
12. Nightfall on the Grey Mountains (7:20)

Temps total : 72:52